# Šelpice
Šelpice jsou obec na Slovensku v okrese Trnava, leží 6 km severozápadně od krajského města Trnavy. Obcí protéká řeka Trnávka a prochází železniční trať Trnava - Kúty (stanice Šelpice). V obci je římskokatolický kostel Krista Krále z roku 1946.

## Historie
Její katastrální území bylo intenzivně osídleno již na sklonku starší doby kamenné. I artefakty z neolitu a následných kultur ji řadí mezi významnou archeologickou lokalitu.
První dochovanou písemnou zmínku o existenci nacházíme v listině českého krále Václava z roku 1249, kterou daruje obec cisterciáckému klášteru v Tišnově. Dějiny Šelpice jsou neodmyslitelně spojeny s dějinami hradu Červený Kameň, který dala postavit kolem v roce 1230 královna Konstancie, manželka Přemysla Otakara I. V Michalském týdnu 1530 obec napadli Turci. Nic tak nedokumentuje tragiku události jako skutečnost, že zůstala pouze vylidněná spáleniště. Znovu ji osídlili až v květnu 1539 noví majitelé Červenokamenského panství – Fuggerové a to většinou kolonisty chorvatského původu, kteří opouštěli Balkán před tureckou expanzí. V roce 1777 měly Šelpice 356 obyvatel. Epidemie cholery si zde v roce 1831 vyžádala 34 obětí na lidských životech.
Církevně patřily a patří Šelpice do starobylé farnosti Bohdanovce nad Trnavou, kde je známé jméno kněze již v roce 1332. V katastrálním území leží majer Nemečanka. Jde o bývalou obec založenou Němci, kteří zde našli své domovy po tatarském vpádu. Již v roce 1393 byla vylidněná. V roce 1540 tam správce panství Červený Kameň usídlil 5 chorvatských rodin. Místo bylo brzy opuštěno a listina z roku 1618 o něm hovoří jako o pustině. Středem Šelpice vedla v minulosti významná evropská tepna - Česká cesta, která je totožná s dnešní hlavní ulicí.

## Rodáci
Rodákem obce je Jozef Heriban, misionář, literát a pedagog. Narodil se zde i Augustín Nádaský, pedagog a badatel v oblasti dějin literatury a literární vědy. V roce 1994 u příležitosti 745. výročí první písemné zmínky vydal Obecní úřad monografii, jejímž autorem je Marián Babirát.